# Волков Юхим Юхимович

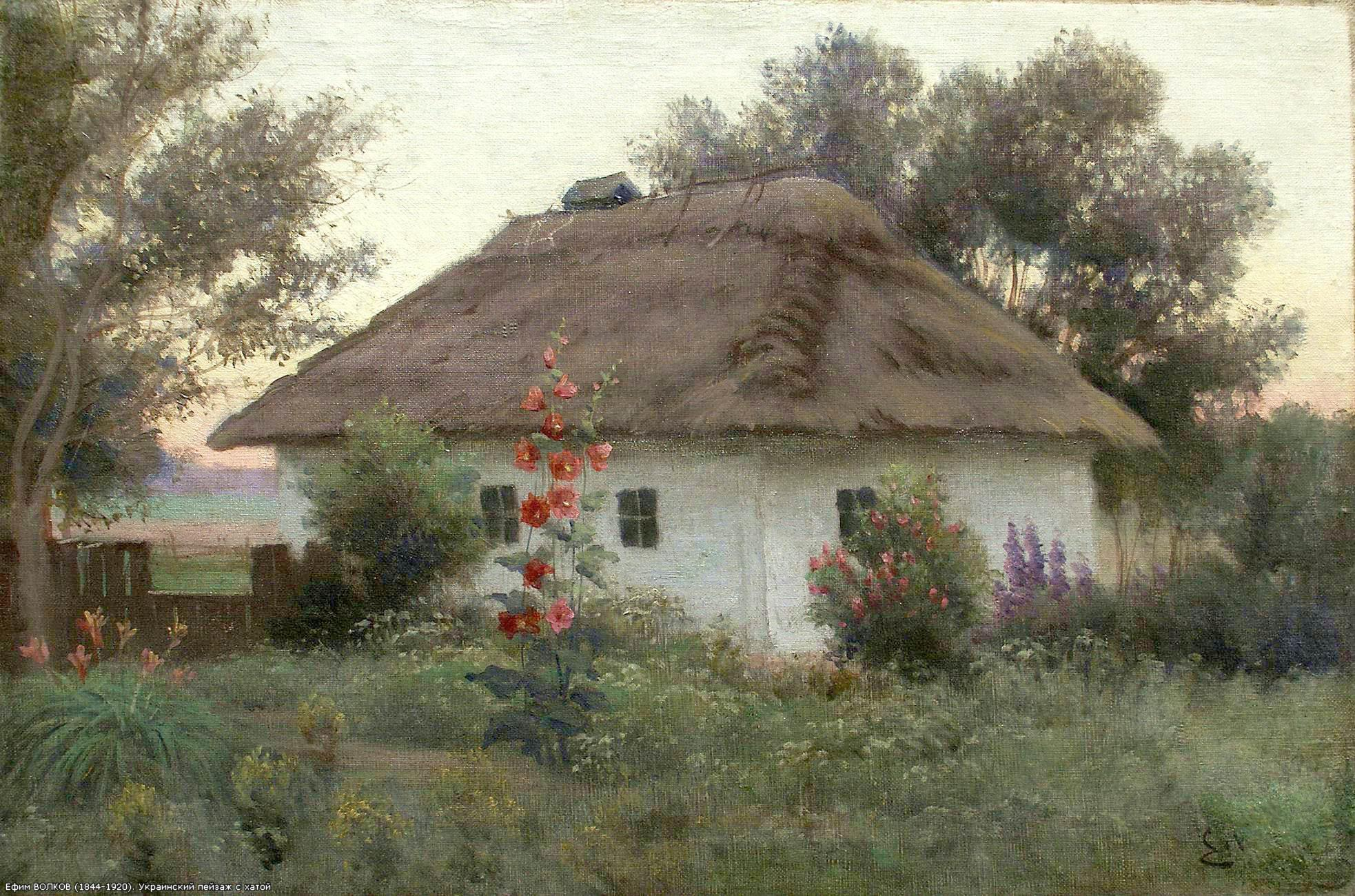
Український краєвид. Юхим Волков

Юхи́м Юхи́мович Во́лков  (* 23 березня (4 квітня) 1844, Санкт-Петербург — † 17 лютого 1920, Петроград) — маляр-пейзажист.

## З життєпису
Народився в Петербурзі в 1844 г.; артистичну освіту здобув в Імператорській академії мистецтв і довершив його старанним писанням етюдів з натури. У 1870 році отримав від академії звання некласного художника за представлений на її виставку цього року «Вигляд в околицях Петербургу». У 1878 р. прилучився до товариства пересувних художніх виставок і відтоді щорічно з'являється на них зі своїми картинами.

## Твори
З його творів особливо гідні уваги:
- «У лісі по весні» (1878);
- «Топке болото» (1879, власність пана Лампі);
- «Лісова дорога восени» (1880);
- «Ліс на болоті» (1881);
- «Удосвіта» (1882, власність Ф. А. Терещенка);
- «Тихий день» (1882, власність П. П. Демидова, князя Сан-донато);
- «Ранній сніг» (1883);
- «Лісовий струмок» (1885, власність пана Харитоненко) і деякі ін.

Твори Волкова знаходяться в Третьяковській галереї («Болото», «Ранній сніг», «Осінь») і в Російському музеї («Над річкою»).